# T’aean sa
T'aean sa (태안사 Klasztor Wielkiego Spokoju) – koreański klasztor, jeden z dwu istniejących do dziś klasztorów Dziewięciu górskich szkół sŏn. 

## Historia klasztoru
Klasztor został wybudowany przez trzech mistrzów sŏn w pierwszym roku panowania króla Kyungdŏka w Silli, czyli w roku 742. Znajduje się na górze Tongni (lub Bongdu) bardzo blisko od góry Chiri i zasadniczo jest jej zachodnią częścią. W 832 r. mistrz sŏn Hyech'ŏl rozbudował go. W czasie swojej świetności klasztor ten był głównym klasztorem i podlegały mu tak znane klasztory jak Sŏnam, Songgwang, Hwaŏm, Ssanggye i inne. W tym klasztorze narodziła się szkoła sŏn - tongni.
W tym klasztorze osiągnęli swoje duchowe urzeczywistnienie tacy mistrzowie jak Chŏgin Hyech'ŏl (785-861), Kwangja Yunda (864-945) oraz Yŏgong Tosŏn (827-898). Chociaż mistrz Kwangja rozbudował klasztor, to utracił on pozycję głównego klasztoru na korzyść Songgwang. 
Chociaż podczas panowania dynastii Chosŏn buddyzm był represjonowany, to sam klasztor cieszył się patronatem królewskim, gdyż przebywał w nim syn króla T'aejonga.
Klasztor nie odzyskał jednak swojej świetności. W czasie japońskiej okupacji Korei stał się jedną z wielu świątyń podległych klasztorowi Hwaŏm. W czasie wojny koreańskiej zniszczono pięć budynków, w tym główny budynek klasztoru. 
Obecnie cały klasztor jest lokalnym Skarbem nr 23.

## Znane obiekty
- Stupy mistrzów Hyech'ŏl i Kwangji. Skarby Narodowe nr 273 i 274
- Nŭngpagak - regionalny cenny skarb nr 82
- Iljumun - brama "jednofilarowa" - regionalny cenny skarb nr 83

## Adres klasztoru
- 20-1 Wondal-ri, Jukgok-myeon, Gorseong, Jeollanam-do, Korea Południowa

## Przypisy

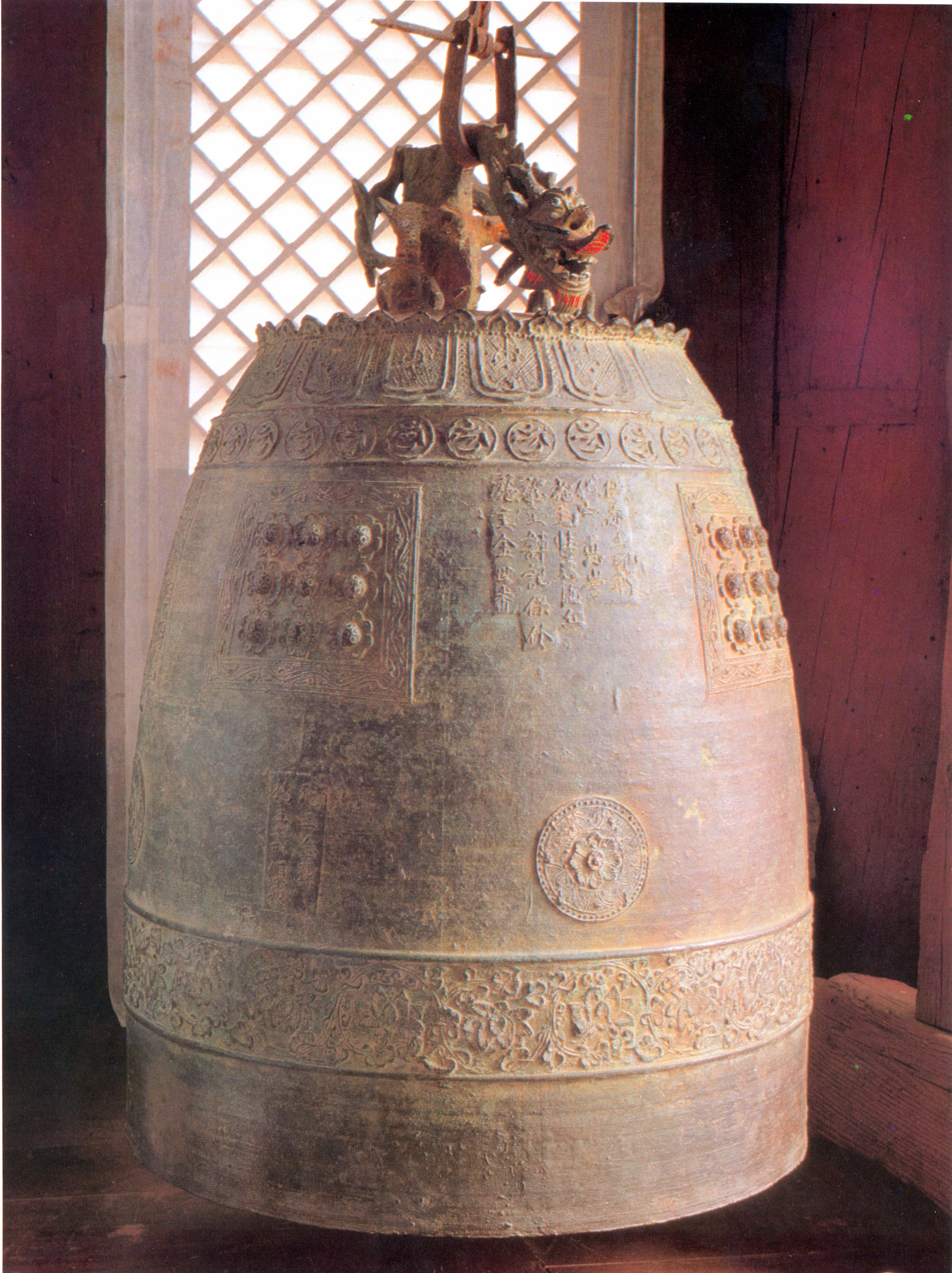
Dzwon